# Pierre Marchand (éditeur)
Pour les articles homonymes, voir Pierre Marchand et Marchand.
Pierre Marchand est une grande figure de l'édition française né le 17 novembre 1939 à Bouin et mort le jeudi 4 avril 2002 à Paris. Il a créé avec Jean-Olivier Héron la revue Voiles et Voiliers en 1971. Toujours avec Jean-Olivier Héron il entre en 1972 chez Gallimard pour y fonder le secteur Jeunesse qu'il a dirigé jusqu'en 1999, créant notamment les célèbres collections « 1000 Soleils  » (1973), « Folio junior » , « Folio benjamin » , « Le Livre de », « Découvertes Cadet » (1983), « Découvertes Benjamin » (1984), « Découvertes Gallimard » (1986), ainsi que les « Guides Gallimard ».

## Biographie
Pierre Marchand naît le 17 novembre 1939 à Bouin, petit port du Marais breton, en Vendée.
Après avoir été apprenti-typographe à l'imprimerie Blanchard, il fait, de 1959 à 1962, son service militaire en Algérie. À son retour, il exerce divers petits métiers (vendeur d'aspirateurs, magasinier). Il entre dans le milieu de l'édition aux Éditions Fleurus comme magasinier et gravit les échelons de la maison avant d'arriver en 9 ans au comité de direction. Il quitte cette maison pour créer en 1971, avec Jean-Olivier Héron, le mensuel Voiles et Voiliers, qui sera un échec financier.
Il entre chez Gallimard en 1972 pour créer le secteur Jeunesse. En 1999 à l'âge de 60 ans et après 27 chez Gallimard, il passe à la concurrence et devient directeur de création au groupe Hachette Livre, puis responsable de la branche Hachette Illustrated.
Il meurt en 2002 d'un cancer foudroyant.